# Wilhelm VII. (Montferrat)

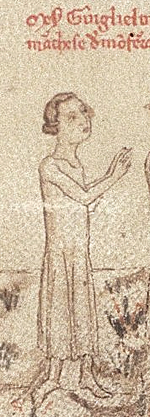
Wilhelm VII. von Montferrat. Darstellung aus dem 14. Jahrhundert

Wilhelm VII. der Große (italienisch Guglielmo il Gran Marchese; * zwischen 12. Juni 1240 und 19. Januar 1243; † 8. Februar 1292) war ein Markgraf von Montferrat aus der Familie der Aleramiden.

## Herkunft und Jugend
Wilhelm war der älteste Sohn von Markgraf Bonifatius II. von Montferrat und dessen Frau Margarete von Savoyen († 1264). Er wurde wahrscheinlich 1240 oder 1241 geboren und war beim Tod seines Vaters 1253 noch minderjährig. Deshalb übernahm für ihn zunächst ein Regentschaftsrat, dem auch sein Großonkel Thomas von Savoyen angehörte, die Regierung. Deshalb unterstützten Truppen aus Montferrat Thomas von Savoyen ab 1255 in seinen erfolglosen Kämpfen gegen die Stadt Asti. Im März 1258 vermittelte Thomas von Savoyen in England eine Heirat seines Mündels Wilhelm mit einer Tochter des Earl of Gloucester. Durch diese Heirat sollte der englische Earl in den Versuch des englischen Königs Heinrich III. eingebunden werden, für seinen Sohn Edmund Sizilien zu erobern. Die Heirat fand im Juni 1258 in Lyon statt. Als Mitgift brachte Wilhelms englische Braut 4000 Mark mit in die Ehe.

## Bündnis und Konflikt mit Karl von Anjou
Thomas von Savoyen starb 1259, und um diese Zeit übernahm Wilhelm selbst die Herrschaft. Er schloss Frieden mit Asti, doch diesen Vertrag brach er, als er sich 1264 mit Karl von Anjou, Graf der Provence verbündete. Karl von Anjou versuchte durch eine aggressive Politik, seinen Einfluss in Norditalien auszudehnen. Dazu richtete sich das Bündnis gegen die Staufer. Als 1268 der Staufererbe Konradin in Pavia um Verbündete warb, blieb Wilhelm auf der Seite von dessen Gegner Karl von Anjou. Im Bündnis mit Karl von Anjou versuchte Wilhelm dagegen, seine eigene Stellung im Piemont auszubauen. 1266 besetzte er die strategisch wichtige Stadt Ivrea, musste sich aber 1268 zurückziehen. Mit dem Angriff auf Ivrea hatte er Graf Peter von Savoyen herausgefordert, der selbst Ansprüche auf die Stadt erhob. Nach dem Tod von Peter erneuerte Wilhelm im Januar 1269 den Erbanspruch seiner Mutter auf die savoyardischen Besitzungen im Piemont, den ihr Vater Graf Amadeus IV. von Savoyen 1235 in einem später widerrufenen Testament anerkannt hatte. Ein offener Konflikt mit Philipp, dem neuen Graf von Savoyen wurde nur deshalb vermieden, weil die aggressive Politik von Karl von Anjou nun auch Wilhelms eigene Stellung gefährdete. Bis 1271 unterwarfen sich mehrere Städte im Piemont, darunter Ivrea, Karl von Anjou. Wilhelm verbündete sich nun mit Philipp von Savoyen und der Stadt Asti. 1270 verhandelte er auch mit König Alfons X. von Kastilien über ein Bündnis gegen Karl von Anjou, und im Frühjahr 1271 verhandelte er in Viterbo mit Vertretern der Kurie. Da seine Frau Isabell gestorben war, schloss er mit dem König von Kastilien ein Heiratsbündnis. Wilhelm sollte Beatrix, eine Tochter des Königs heiraten, während seine Tochter Margarete Johann, einen Sohn des Königs heiraten sollte. Im Oktober 1271 reiste Wilhelm nach Murcia und heiratete dort Beatrix. 1272 kehrte er nach Montferrat zurück. König Alfons, der auch die römisch-deutsche Krone beanspruchte, hatte ihn zu seinem Reichsvikar in der Lombardei ernannt, so dass Wilhelm nun der Führer eines gegen Karl von Anjou gerichteten Bündnisses geworden war. Nachdem ein Heer aus Asti 1274 vernichtend von einem Heer von Karl von Anjou geschlagen worden war, sammelte Wilhelm ein Heer von dessen Gegner. Mit Unterstützung durch Truppen aus Kastilien konnte er das angevinische Heer im Dezember 1275 in der Schlacht bei Roccavione entscheidend schlagen, so dass Karl von Anjou auf seine Besitzungen im Piemont verzichten musste.

## Vormachtstellung in Norditalien und Konflikt mit Savoyen
Im April 1276 übernahm Wilhelm die Herrschaft in Turin und 1278 in Vercelli. Seinem Bündnis gehörten nun Acqui, Tortona, Casale und Ivrea an, dazu war er für fünf Jahre zum Generalvikar von Mailand, Pavia, Novara, Verona und Mantua ernannt worden. Damit war er zu einem der mächtigsten Fürsten in Norditalien aufgestiegen. Im Januar 1280 verhandelte er mit Gesandten von König Peter III. von Aragón. Dessen Gesandte verhandelte auch mit Markgraf Thomas von Saluzzo, Johann, dem Dauphin von Viennois und mit anderen Fürsten, aber nicht mit Graf Philipp von Savoyen. Im Mai 1280 ritt Wilhelm mit seiner Frau und nur einem kleinen Gefolge durch Savoyen, um weiter nach Aragón zu reisen. Dabei wurde er von Männern von Bischof Amadeus von Roussillon von Valence-Die gefangen genommen und an Thomas von Savoyen, einem Neffen von Graf Philipp ausgeliefert. Trotz internationaler Proteste wegen dieses Überfalls musste Wilhelm am 21. Juni 1280 in der Burg von Saint-Maurice-de-Rotherens auf Turin sowie Collegno und Grugliasco verzichten, die an Savoyen fielen. Dazu musste er Philipp von Savoyen freie Hand lassen, um weitere Besitzungen im Piemont zu erobern, die nicht in Wilhelms Besitz waren. Weiter musste er am 11. Juli 6000 Livres viennois hinterlegen und schwören, nichts gegen den Bischof von Valence-Die zu unternehmen. Erst Mitte August durfte er mit seiner Familie nach Spanien weiterreisen. In Teruel in Aragón plante er im Oktober 1280 zusammen mit König Peter III., sich für diesen Überfall zu rächen. Die beiden Verbündeten wollten im April 1281 einen Feldzug zur Eroberung von Savoyen führen und dieses aufteilen. Der König wurde aber wenig später in einen Erbstreit in Kastilien verwickelt. Dabei diente Wilhelm als führender Botschafter während der Verhandlungen zwischen den beiden Königreichen, so dass er erst im Sommer 1281 nach Montferrat zurückkehren konnte. Dort gelang es ihm nicht, weitere Verbündete für einen Krieg gegen Savoyen zu finden. Die Städte Asti und Chieri sahen Wilhelm inzwischen als größere Bedrohung an als den Grafen von Savoyen. Markgraf Thomas I. von Saluzzo konzentrierte sich auf den weiteren Kampf gegen Karl von Anjou. Wilhelm selbst war faktisch bankrott, während sein Städtebündnis in Norditalien zerbrach. Seine Unterstützer in Vercelli, Ivrea und Novara wurden aus den Städten vertrieben, und in Mailand herrschte ein Machtkampf. In diesen versuchte Wilhelm einzugreifen, doch er verlor ihn bis 1282 gegen Erzbischof Ottone Visconti. Daraufhin nahm Wilhelm Verhandlungen mit Philipp von Savoyen auf. Im Mai 1282 schloss Wilhelm in Pierre-Châtel einen Waffenstillstand mit Savoyen, der den jeweiligen Besitzstand festhielt.
Wilhelm versuchte weiter, seine Stellung in Norditalien auszubauen. 1290 geriet er während eines Kriegs in die Gefangenschaft von Alessandria, die er in einem eisernen Käfig verbrachte und in der er 1292 starb.

## Nachkommen
Aus seiner ersten Ehe mit Isabell de Clare hatte Wilhelm eine Tochter:
- Margarete († 1286) ⚭ Johann von Kastilien († 1319) verheiratet wurde.

Aus seiner Ehe mit Beatrix von Kastilien († 1280) hatte Wilhelm mindestens drei Kinder:
- Yolande (Irene) († 1317), ⚭ 1284 mit dem byzantinischen Kaiser Andronikos II. Palaiologos
- Johann I. († 1305), Markgraf von Montferrat
- Alessina († um 1305), ⚭ mit Poncello Orsini

Sein Erbe wurde sein Sohn Johann.